# Derealizacja
Derealizacja – zaburzenie psychiczne określające różnego rodzaju odczuwanie zmian otaczającego świata. Osoba dotknięta derealizacją ma poczucie jakby otaczający ją świat był w jakiś sposób zmieniony, nierealny, oddalony. Główną przyczyną pojawienia się tego zaburzenia jest lęk, jednak może do niej również doprowadzić zmęczenie. 
W zaburzeniach lękowo-depresyjnych, nerwicach, zaburzeniach obsesyjno-kompulsyjnych, stan derealizacji, świadczy o spadku poziomu dopaminy, a zwiększeniu poziomu adrenaliny i jest naturalnym stanem defensywy mózgu, chroniącym przed nadmierną ilością przyjmowanych bodźców.
Wyróżnia się również derealizację występującą w schizofrenii, jednak w tym wypadku postrzeganie świata przez chorego jest o wiele bardziej zmienione niż ma to miejsce przy derealizacji występującej podczas zaburzeń nerwicowych.
Najczęstsze objawy derealizacji spowodowanej zaburzeniami depresyjnymi, i/lub lękowymi i zaburzeniami obsesyjno-kompulsyjnymi:
- uczucie snu na jawie,
- wrażenie braku spójności z otoczeniem,
- wrażenie braku poczucia czasu,
- odczucie nierealności bądź sztuczności świata,
- myśli egzystencjalne dot. świata, istnienia etc.,
- anhedonia – odcięcie od emocji. Również w stosunku do najbliższych,
- (czasem) pustka w głowie, brak myśli,
- spadek motywacji,
- spadek koncentracji,
- brak odczucia zmian otoczenia/klimatu/pogody.

W derealizacji, występującej jako efekt zaburzeń nerwicowych bądź depresyjnych, osoba nią dotknięta ma zachowany pełny krytycyzm do swoich objawów, oraz ma w pełni zachowaną świadomość. Często jednak stan derealizacji powoduje pogłębienie się lęku ze względu na strach przed objawami, a co za tym idzie – osoba taka często obawia się zwariowania, chorób psychicznych, utraty kontroli nad sobą czy utraty świadomości. Obawy takie są jednak spowodowane lękiem i często ustępują po poinformowaniu cierpiącego o stanie derealizacji jako naturalnej defensywie mózgu.
Zbliżone stany mogą występować w niektórych zaburzeniach neurologicznych (np. w padaczce lub migrenie przedsionkowej z towarzyszącymi zawrotami głowy).
Występowaniu derealizacji towarzyszyć może pojawienie się depersonalizacji.